# Ладингтон (Мичиген)
Ладингтон (енгл. Ludington) град је у америчкој савезној држави Мичиген. По попису становништва из 2010. у њему је живело 8.076 становника.

## Демографија
Према попису становништва из 2010. у граду је живело 8.076 становника, што је 281 (3,4%) становника мање него 2000. године.
| Група             | 2000.         | 2010.         |
| Белци             | 7.731 (92,5%) | 7.194 (89,1%) |
| Афроамериканци    | 81 (1,0%)     | 92 (1,1%)     |
| Азијати           | 18 (0,2%)     | 52 (0,6%)     |
| Хиспаноамериканци | 347 (4,2%)    | 512 (6,3%)    |
| Укупно            | 8.357         | 8.076         |